# Ташбунар (станція)
Ташбуна́р — проміжна залізнична станція 5-го класу Одеської дирекції Одеської залізниці на неелектрифікованій лінії Арциз — Ізмаїл між станціями Котлабух (14 км) та Ізмаїл (22 км). Розташована за 2 км від села Утконосівка Ізмаїльського району Одеської області.

## Історія
Станція відкрита 1941 року в складі залізниці Арциз — Ізмаїл.

## Пасажирське сполучення
Відповідно з розкладом руху поїздів на 2019/2020 роки на станції Ташбунар пасажирське сполучення не здійснювалося.